# Шолдра Діонізій
Діонізій Шо́лдра (16 жовтня 1925, м. Тернопіль — 29 вересня 1995, там само) — український живописець, архітектор та реставратор.

## Життєпис
Народився 16 жовтня 1925 року в Тернополі. Будинок, у якому провів своє дитинство художник, зберігся до нашого часу на вулиці Листопадовій, 8.
Навчався у польськомовній Другій тернопільській гімназії. У березні 1944 виїхав на Захід. Студіював малярство, історію мистецтва і теорію реставрації в Університеті Інсбрука, Австрія.
У 1952 році став членом Об'єднання Митців Українців в Америці (ОМУА). Студіював малярство, практичну реставрацію у Віденській Академії мистецтв. У 1958—1965 — професор Айнберга, Валізера.
У час Незалежної України повернувся на Батьківщину.
У 1993—1995 роках працював завідувачем реставраційною майстернею Тернопільського обласного художнього музею.
Помер 29 вересня 1995 року в Тернополі.

## Виставки
Індивідуальні виставки:
- Летбрідж, Канада, 1965
- Нью-Йорк, США, 1983
- Київ, Україна, 1994
- Тернопіль, Україна, 1995, 2005.

## Картини
Роботи, які зараз зберігаються у Тернопільському художньому музеї, передані автором у 1994 році:
- Пейзаж з церквою, 1972
- Після буревію, 1990
- Зима, 1983
- Материнство, 1965
- Втікачі (Розривка. Смуток), 1964
- Бездомні, 1965
- Старі будинки, 1971
- Втікачі, 1964
- Ранок в лісі, 1983
- Похорон, 1964
- Дуб, 1984
- Гірський потік, 1963
- Три верби, 1982
- Верби після дощу, 1981
- Дороговказ, 1964
- Три дерева, 1981
- Грудень, 1982
- Ейфелева вежа, 1957
- Верба, 1981
- Пляж Ель-Параізо (Чилі), 1963
- Осіннє світло, 1983
- Автопортрет, 1951
- Самітнє дерево, 1964
- Ранок, 1947
- Жінка з дитиною, 1951
- Портрет жінки, 1969
- Троянда, 1945
- Гора Літтл Чіф, 1965
- Замок у Куфштайні (Австрія), 1958
- Торт з трояндою, 1965
- Портрет дружини, 1968
- Вежа, 1967
- Буря, 1964
- Самітнє дерево, 1983
- Автопортрет, 1953
- Автопортрет, 1956
- На Верховині, 1971
- Після бурі, 1951
- Гора Рифлєр (Тіроль), 1946

## Вшанування пам'яті

Пам'ятний знак Діонізію Шолдрі в Тернополі (вул. Листопадова, 8

На будинку № 8 на вулиці Листопадовій на розі від вулиці Михайла Грушевського, в якому провів своє дитинство художник, у 1998 році встановлено пам'ятний знак (скульптор Олександр Маляр).
До 90-ї річниці від дня народження Діонізія Шолдри в Тернопільському обласному художньому музеї відкрили виставку його робіт під назвою «Маляр неба і самітніх дерев» (2015)